# Euphorbia grandicornis
Euphorbia grandicornis är en törelväxtart som beskrevs av Karl Christian Traugott Friedemann Goebel och Nicholas Edward Brown. Euphorbia grandicornis ingår i släktet törlar, och familjen törelväxter.

## Underarter
Arten delas in i följande underarter:
- E. g. grandicornis
- E. g. sejuncta

## Bildgalleri

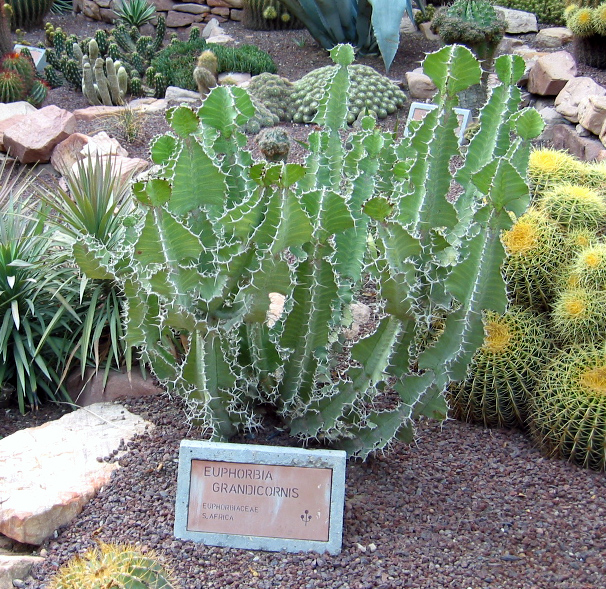
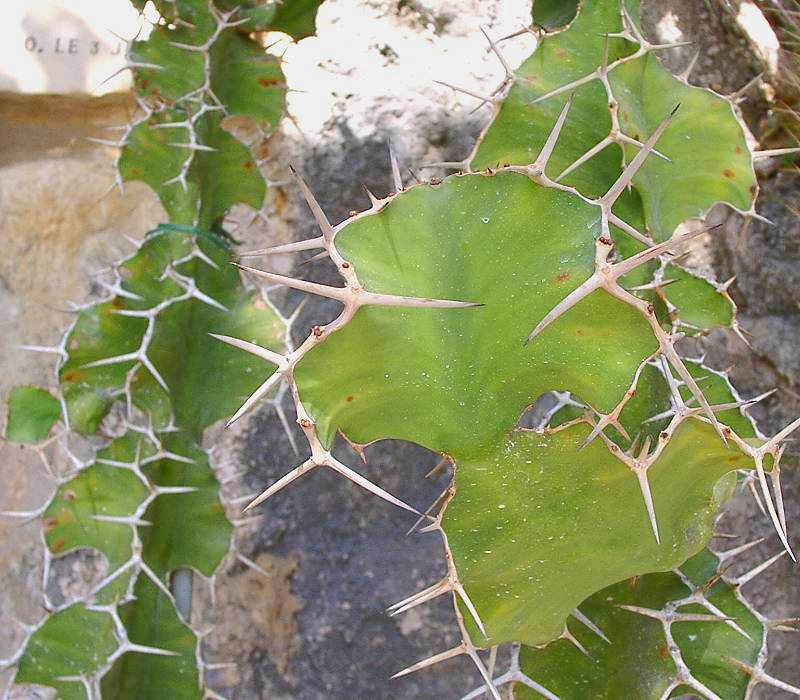
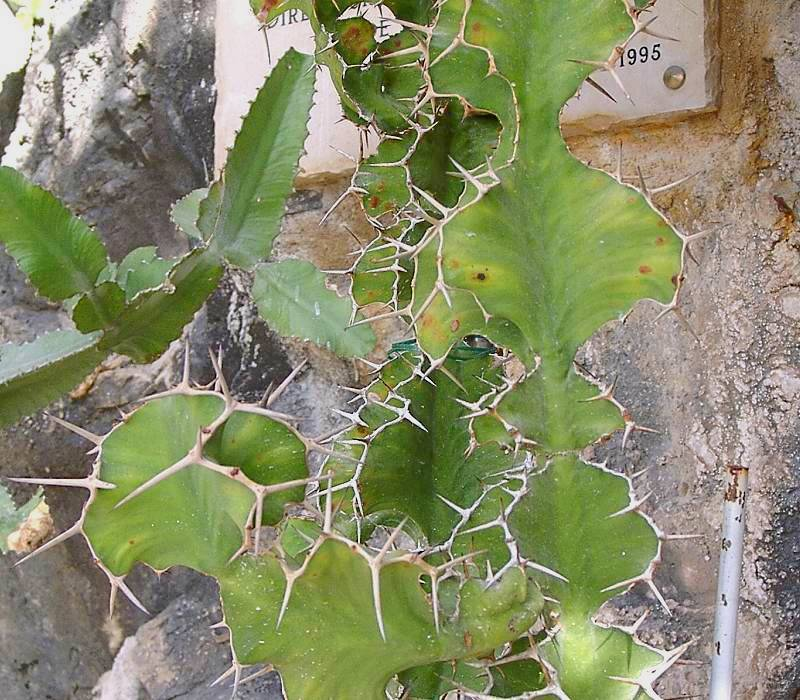
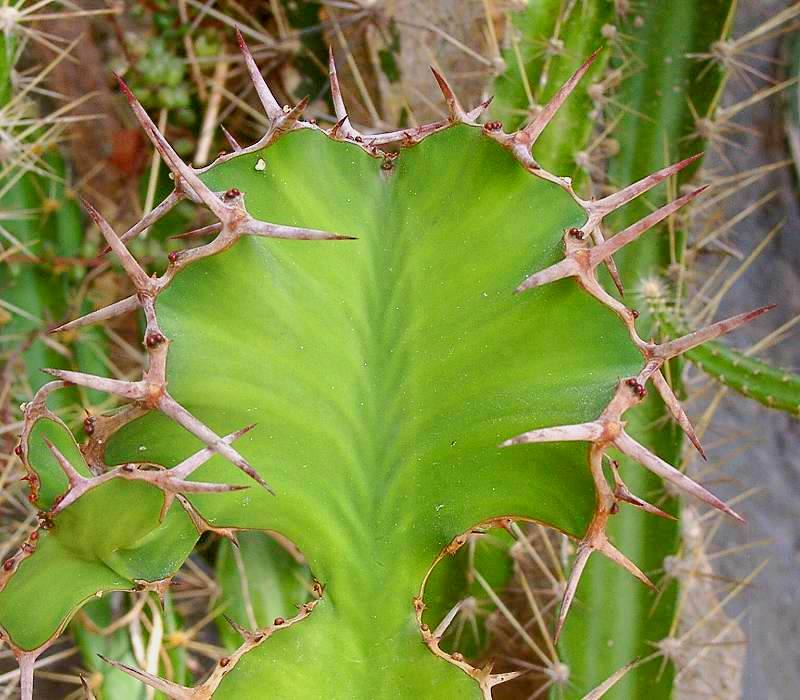
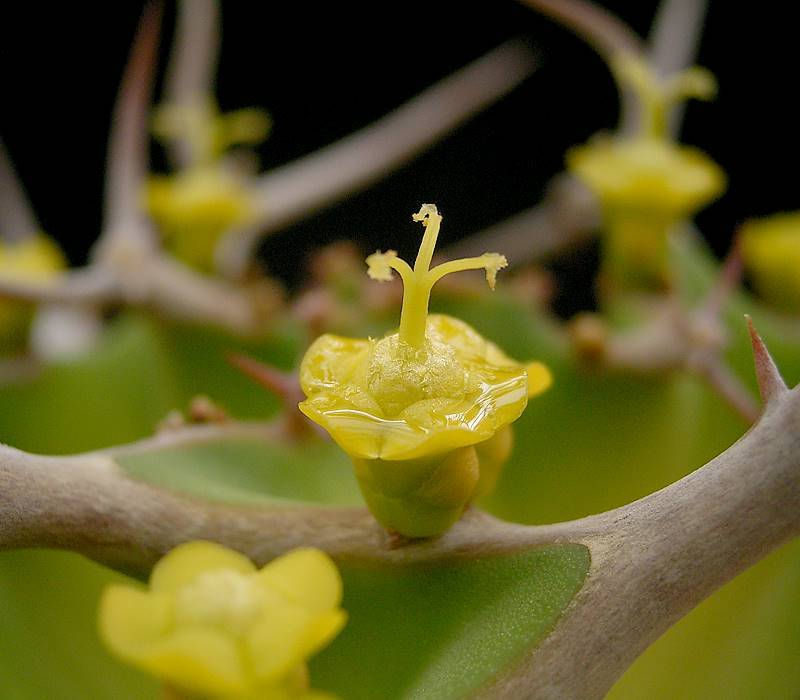
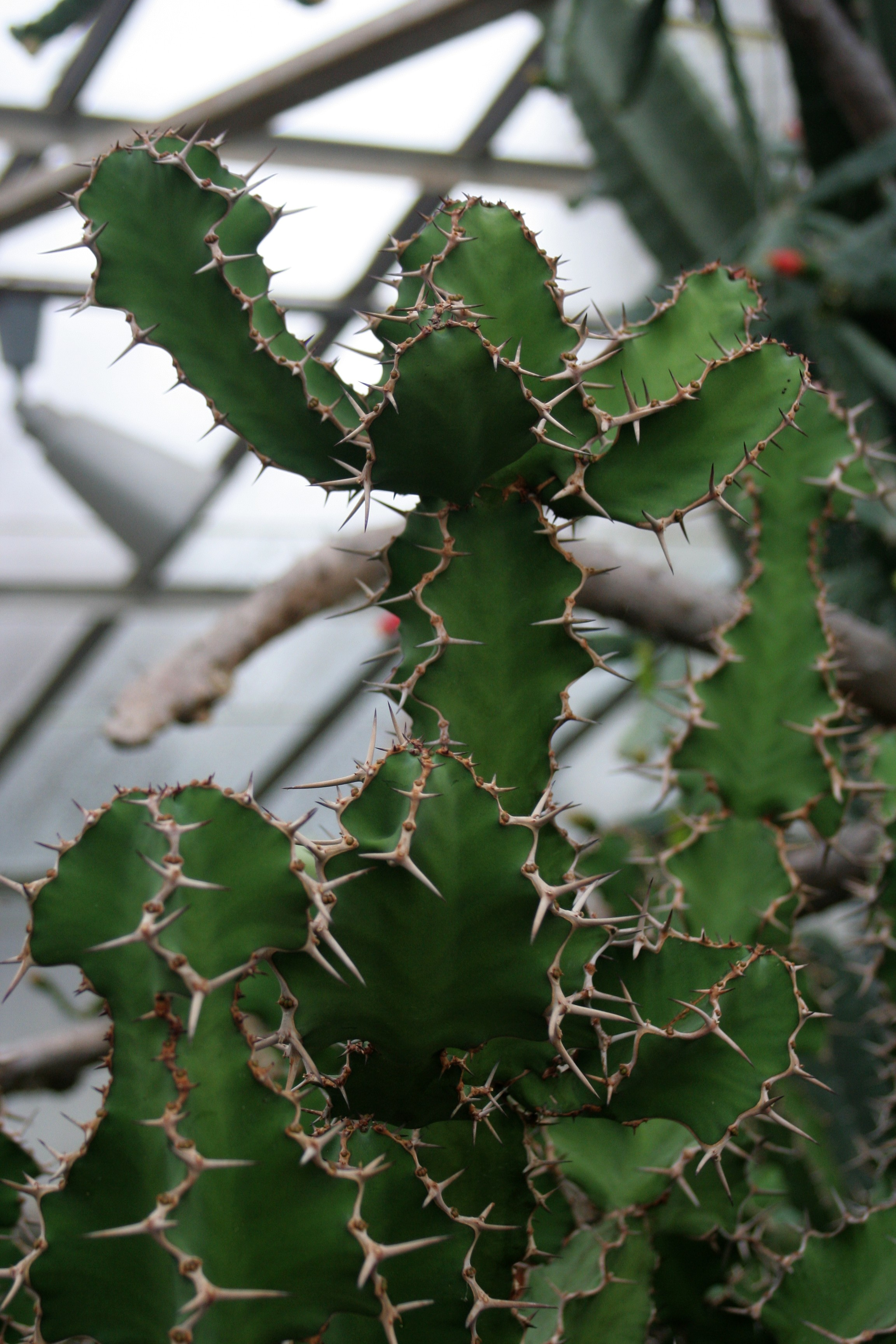